# Pristidactylus scapulatus
Pristidactylus scapulatus — вид ігуаноподібних ящірок родини Leiosauridae. Ендемік Аргентини.

## Поширення і екологія
Pristidactylus scapulatus мешкають на східних схилах Аргентинських Анд на заході провінцій Сан-Хуан і Мендоса. Вони живуть на високогірних луках, у високогірних чагарникових заростях та серед скель. Зустрічаються на висоті від 1800 до 3000 м над рівнем моря.